# Чіха
Чіха (груз. ჩიხა) — село в Грузії.
За даними перепису населення 2014 року в селі проживає 1981 особа.